# Hi! PARIS
Hi! PARIS är en Paris-baserad organisation som främjar utbildning, forskning och innovation inom områdena artificiell intelligens (AI) och dataanalys. Hi! PARIS arbete omfattar forskning inom teknisk AI-säkerhet och AI-etik, opinionsbildning och stöd för att växa AI-säkerhetsforskningsfältet.
Det skapades 2020 av HEC Paris och Institut polytechnique de Paris. I juli 2021 har INRIA blivit partner.

## Forskning
Centret är huvudsakligen inriktat på två ämnen: AI & Data för företag och AI & Data för samhället. Företag som Schneider Electric stödjer forskningsverksamheten.

## Aktiviteter
Utöver forskningsverksamheten anordnar centret även en sommarskola och ett hackathon.